# Mbellé
Mbellé (ou Mbeile) est une localité du Cameroun située dans le département du Mayo-Sava et la Région de l'Extrême-Nord, à proximité de la frontière avec le Nigeria. Elle fait partie de l'arrondissement de Tokombéré et du canton de Serawa.  

## Population
En 1966-1967 la localité comptait 443 habitants, principalement des Zoulgo.
Lors du recensement de 2005, 1 273 personnes y ont été dénombrées.